# Desa Cibatu (administrativ by i Indonesien, lat -6,34, long 107,16)
Desa Cibatu är en administrativ by i Indonesien.   Den ligger i provinsen Jawa Barat, i den västra delen av landet, 40 km öster om huvudstaden Jakarta.